# De lappenpop van Anatool
De lappenpop van Anatool is het 115de stripverhaal van Jommeke. De reeks wordt getekend door striptekenaar Jef Nys.

## Verhaal
Nadat Anatool slechts twee maanden voor barones Petronella van Bruinesok werkte overlijdt deze. Omdat ze geen familie had erft Anatool een doos van haar. Anatool denkt haar fortuin te hebben ontvangen, maar in de doos vindt hij enkel een oude lappenpop. Eerst is hij kwaad, en als hij later Jommeke tegenkomt geeft hij de pop aan hem als prijs in een tombola voor het goede doel. Een jong meisje wint de pop. Later leest Anatool in de krant dat het meisje een fortuin aan diamanten vond in de pop. Haar gezin, voordien arm, is nu schatrijk en woont in een kasteel. Ze vragen een knecht en Anatool, die zijn fortuin terug wil, meldt zich aan. Eerst zoekt hij het hele kasteel af, zonder resultaat. Dan ontvoert hij Appelsientje, het dochtertje van het gezin dat de pop won. Van de ouders eist hij de diamanten als losgeld. Jommeke heeft echter een vermoeden dat Anatool achter de ontvoering zit en helpt het gezin, de Verrijkens. Hij vervangt de diamanten in de pop door glas. Anatool krijgt de pop, laat Appelsientje gaan en neemt de benen. Als hij te horen krijgt dat hij enkel glas kreeg koopt hij een waterpistooltje en gaat naar het kasteel. Daar bedreigt hij de Verrijkens. Die geven hem de echte diamanten. Maar dan beginnen ze te spreken over hoe het gezin hem, als rechtmatige eigenaar, de diamanten zo had teruggegeven en Anatool krijgt berouw. Het gezin mag het kasteel en de helft van de diamanten houden. Als Anatool later Jommeke tegenkomt krijgt die de andere helft voor het goede doel.
Naast De bedrogen miljonair is dit het enige album waar Anatool op eerlijke wijze aan rijkdom komt, ditmaal diamanten.